# Bitterfeld-Wolfen
Bitterfeld-Wolfen (pronunciación en alemán: /ˈbɪtɐˌfɛlt ˈvɔlfn̩/ⓘ) es una ciudad situada en el distrito de Anhalt-Bitterfeld, en el estado federado de Sajonia-Anhalt (Alemania), a una altitud de 80 metros. Su población a finales de 2015 era de unos 40 500 habitantes y su densidad poblacional, 460 hab/km².
La ciudad fue fundada en 2007 mediante la fusión de las hasta entonces ciudades colindantes de Bitterfeld y Wolfen más los hasta entonces municipios rurales de Greppin, Holzweißig y Thalheim, a los cuales en 2009 se sumó el vecino municipio rural de Bobbau.
Se ubica unos 20 km al sur de Dessau-Roßlau y unos 20 km al noreste de Halle.